# Morlanwelz
Morlanwelzlà một đô thị ở tỉnh Hainaut. Tại thời điểm ngày 1 tháng 1 năm 2006 Morlanwelz có dân số 18.595 người. Tổng diện tích là 20,26 km² với mật độ dân số là 918 người trên mỗi km². Mã bưu chính là 7140.
Đô thị Morlanwelz bao gồm các xã Morlanwelz-Mariemont, Carnières và
Mont-Sainte-Aldegonde.

## Các thành phố tự trị song sinh
- Villarosa, Italia (2002)
- Le Quesnoy, Pháp
- Pleszew, Ba Lan
- Blaj, România

## Dân địa phương nổi tiếng
- Elio Di Rupo (1951), nhà chính trị.
- Arthur Warocqué (1835-1880), nhà công nghiệp[2] người mà arum Anthurium warocqueanum được đặt tên theo.[3]

## Hình ảnh

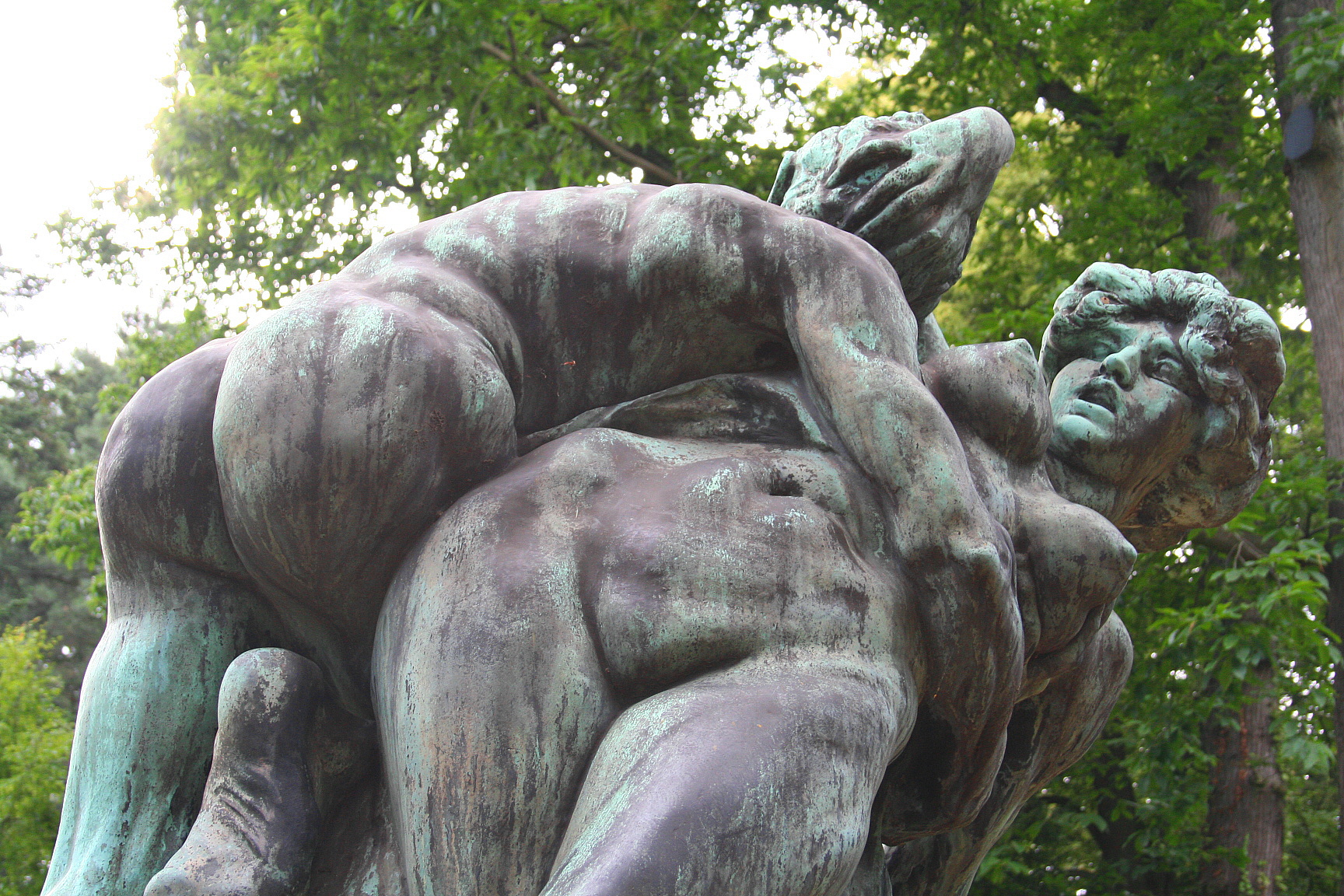
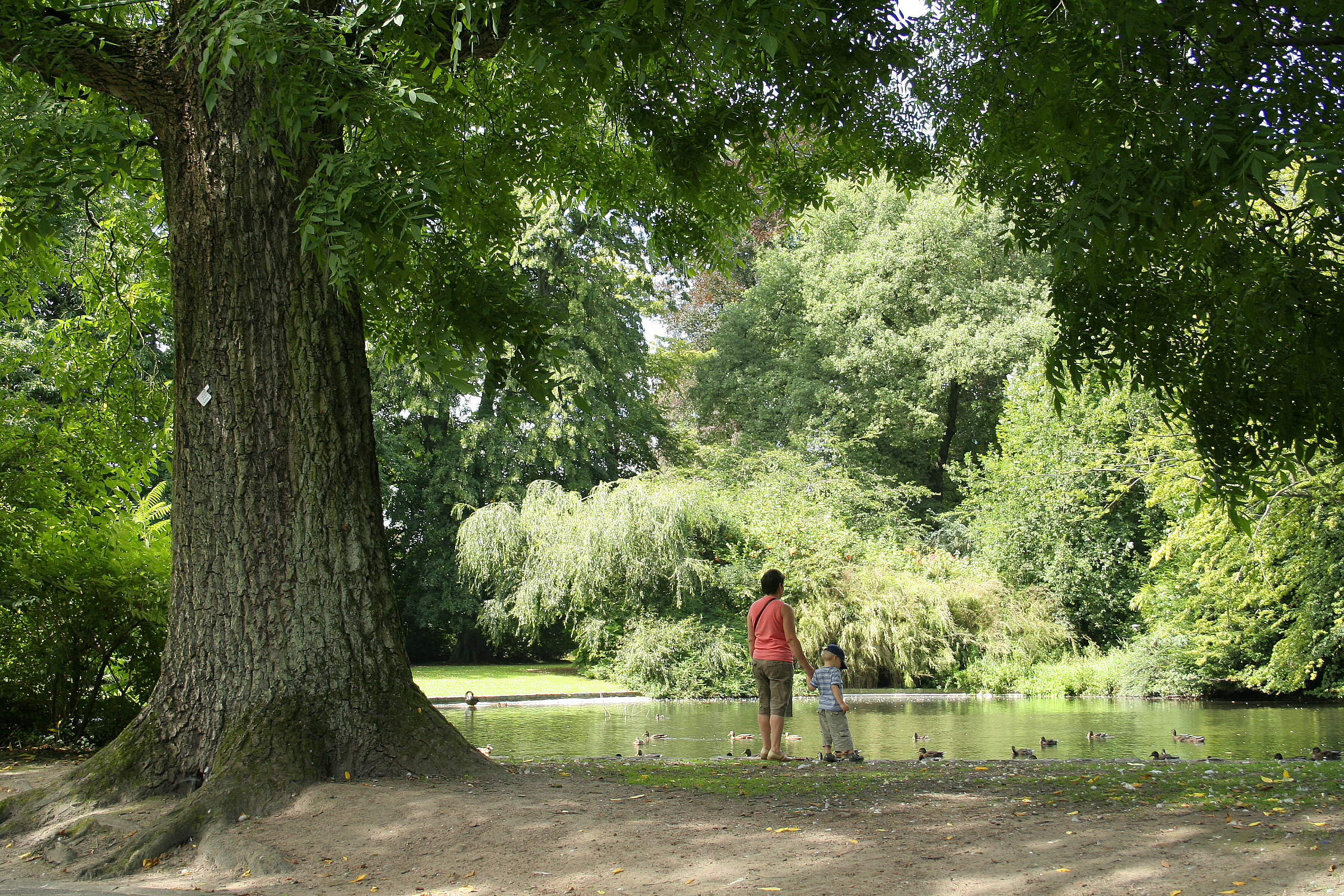
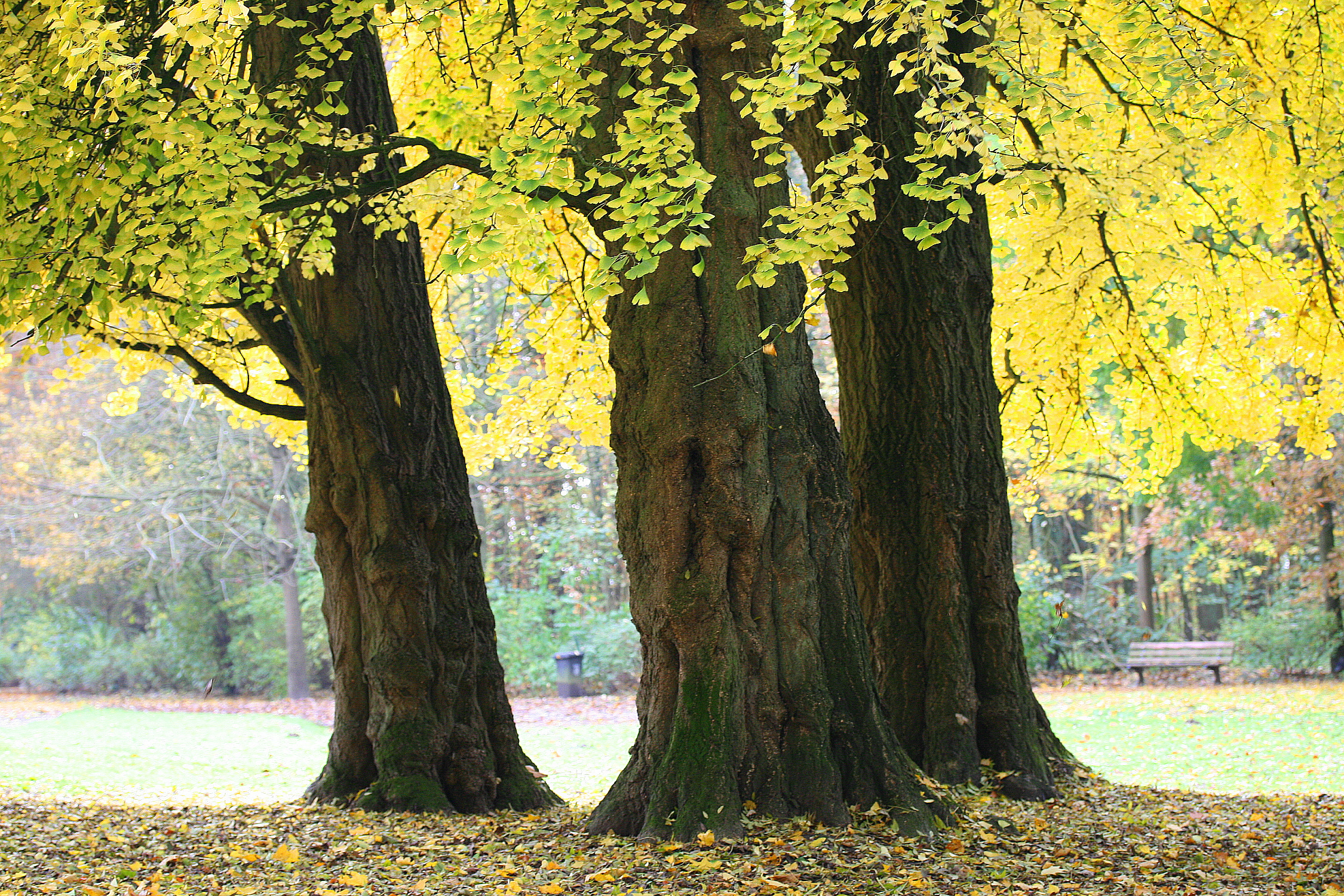